# Medal „Krew Brazylii”
Medal „Krew Brazylii” (port. Medalha „Sangue do Brasil”) – czwarte najwyższe brazylijskie wojskowe odznaczenie, ustanowione 5 lipca 1945.
Medal ten przeznaczony jest dla oficerów i szeregowych brazylijskich wojsk lądowych, oraz innych, w tym cywilów, którzy odnieśli rany w wyniku działań nieprzyjaciela.
W brazylijskiej kolejności starszeństwa odznaczeń krzyż zajmuje miejsce bezpośrednio po Krzyżu Waleczności, a za Krzyżem Krwi.